# 卵形紫双珠螺
卵形紫双珠螺（学名：Mastonia triticea），是异腹足目左锥螺科双珠螺属的一种。主要分布于台湾，常栖息在潮间带。